# Monument aan de Arbeid

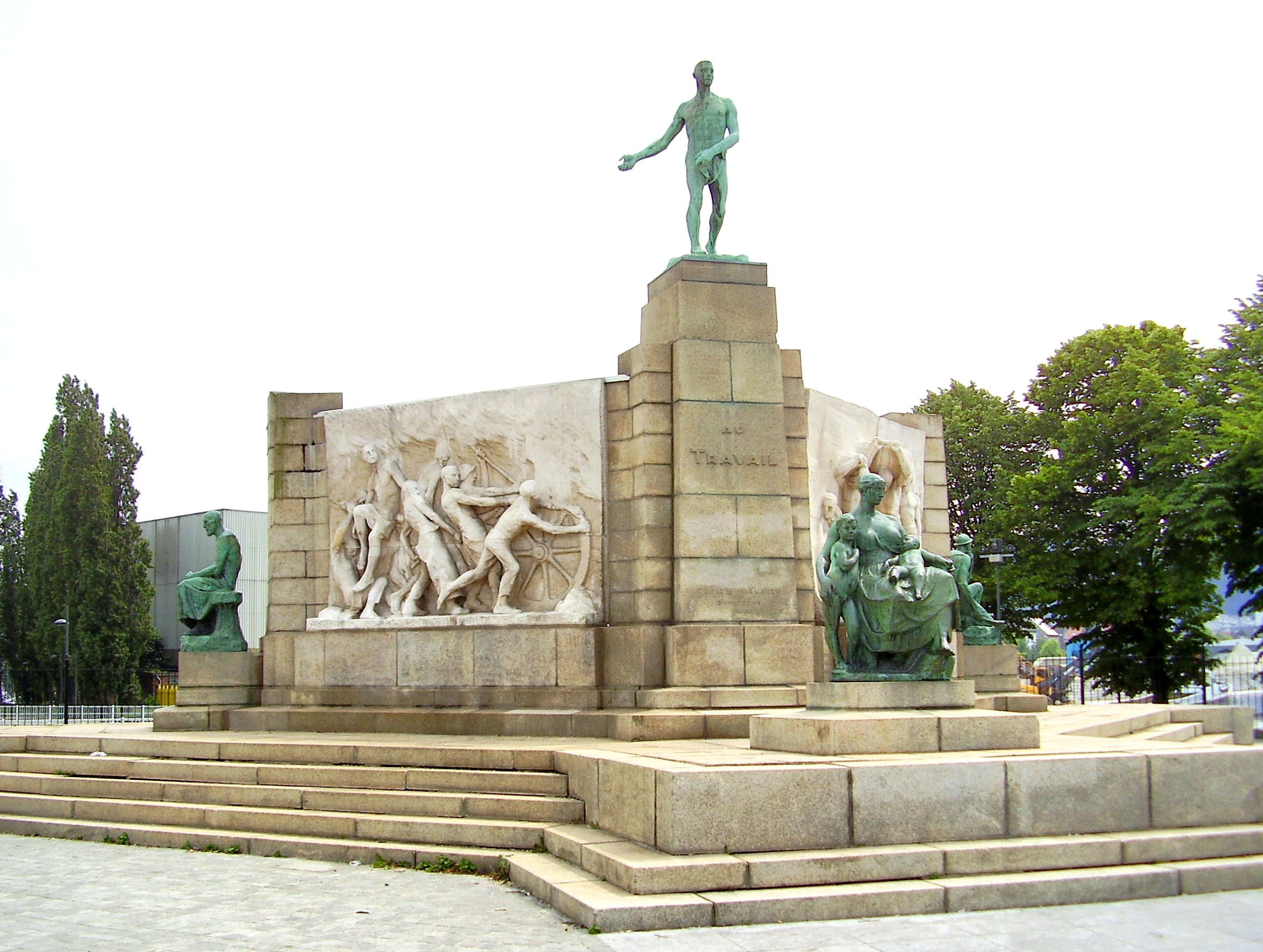
Het monument anno 2011.

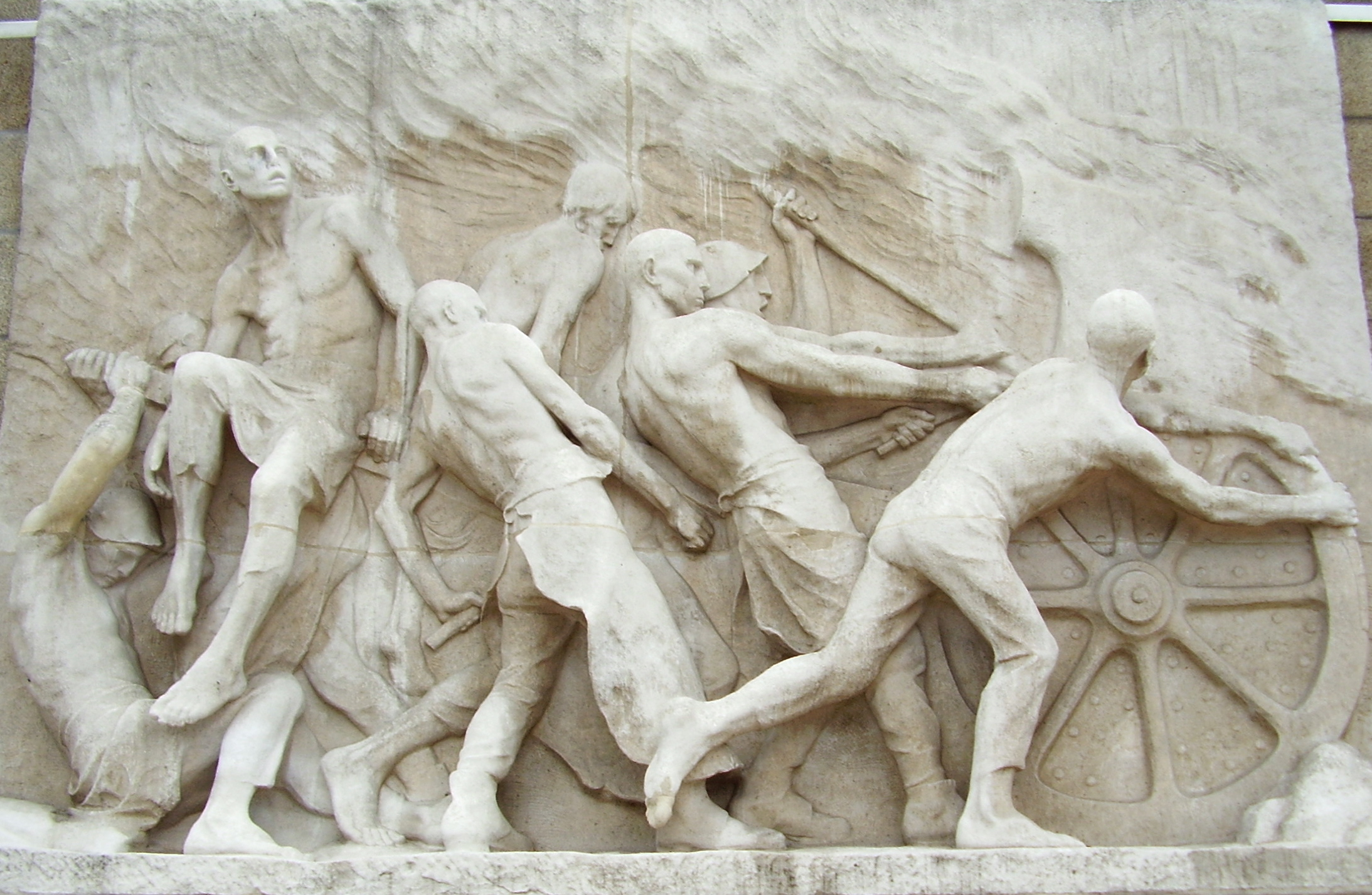
Close-up De industrie

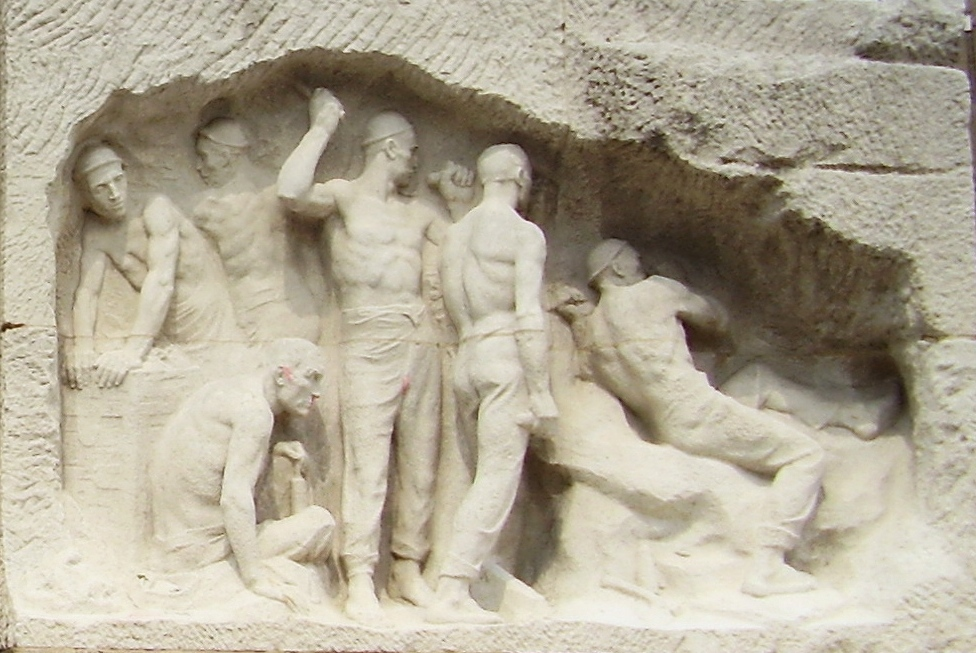
Close-up De mijn

Het Monument aan de Arbeid (Frans: Monument au Travail), ook wel Monument voor de Arbeid, is een monument in de Belgische plaats Laken. Het werd ingehuldigd op 12 oktober 1930 en bevat vijf bronzen sculpturen van Constantin Meunier (1831-1905), die in de jaren 1890-1902 aan dit monument als project was begonnen. Architect Mario Knau verwerkte dit in het uiteindelijke monument.

## Geschiedenis
Meunier kwam midden jaren 1880 met het idee om een monument te ontwerpen gewijd aan de arbeid. Voor de architectuur schakelde hij Victor Horta in. De overheid was echter bang voor socialistische demonstraties en weigerde het monument aanvankelijk te kopen. Dit veranderde in 1903, toen er een petitie werd gehouden om te voorkomen dat het Museum voor Schone Kunsten in Kopenhagen de beelden zou kopen.
Niettemin was er in 1926 nog een Comité pour l’érection du Monument au Travail de Constantin Meunier, opgericht door de Société Centrale d’Architecture de Belgique, voor nodig om het project te verwerkelijken. Dit comité organiseerde in 1929 een wedstrijd die gewonnen werd door Mario Knau.
In 1930 werd het monument ingehuldigd op het Jules de Troozplein. Dit gebeurde te midden van festiviteiten rond het honderdjarig bestaan van België, op dezelfde dag als de Exposition nationale du Travail. Het bleef op deze plek tot 1949; in dat jaar werd het gedemonteerd om in 1954 op de Jachtenkaai herplaatst te worden.